# Lenny Oosterwijk
Lenny Oosterwijk (1969) is een Rotterdamse fotograaf, regisseur, artdirector en eigenaar van Galerie Untitled.

## Biografie
Oosterwijk is bekend door zijn portretten van bekende muzikanten, kunstenaars, acteurs, politici en schrijvers, in opdracht van o.a. Vrij Nederland, de Volkskrant en diverse culturele instellingen. De portretten zijn vaak intiem, confronterend of rauw en recht voor z'n raap.
Hij werd in 2013 genomineerd voor de Nationale Portretprijs en begin 2016 won hij de Zilveren Camera 2015 (portret). Daarnaast maakt Oosterwijk autonoom werk waarbij de natuur een belangrijke rol speelt.
Als fotograaf reisde hij de wereld over en maakte hij foto’s in opdracht voor diverse tijdschriften. Hij was jarenlang artdirector van het tijdschrift Rails (tijdschrift), de Rotterdamse Uitagenda, MAN, Container en City Media. Op dit moment is hij artdirector van Nouvelle Media. Ook werd het werk van Lenny Oosterwijk getoond in de Kunsthal Rotterdam en op verschillende kunstbeurzen waaronder KunstRAI Amsterdam, Blooom Art Fair Koln, Rotterdam Contemporary Art Fair en Art The Hague.

## Werken

### Heraclitus(2007 - heden)
Oosterwijks langstlopende project heet Heraclitus, een verwijzing naar de observaties van de presocratische filosoof over rivieren. (Men kan niet tweemaal in dezelfde rivier stappen.) Onder deze noemer maakt hij al sinds 2007 foto’s van rivieren, zeeën en meren. De foto’s laten het rivierwater zien als abstracte, schijnbaar oneindig bewegende beelden, ze lijken vaak meer een schilderij dan een foto. 
In 2014 maakt hij met dezelfde thematiek de film Heraclitus. Deze film werd in 2015 geselecteerd door het Internationaal Filmfestival Rotterdam en tevens vertoond in de Kunsthal. Oosterwijk zoekt in deze film naar een andere waarheid die doet denken aan de antwoorden te vinden in zen-koans. Het internationaal vermaarde Jazz-kwartet Artvark SQ maakte de muziek bij deze rivierfilm.

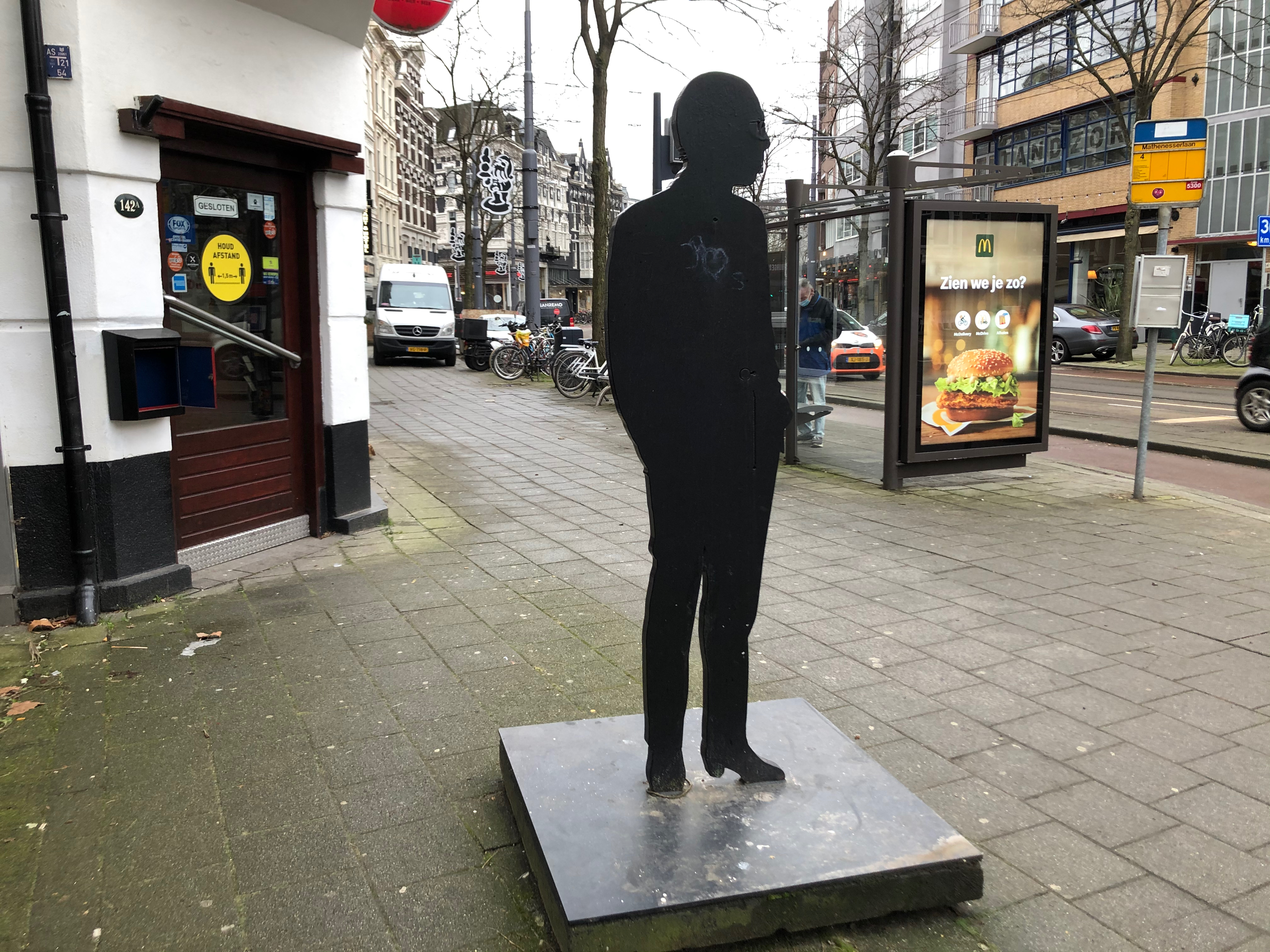
Jules Deelder (2014) door L. Oosterwijk.

In 2018 keerde Oosterwijk terug naar alle plekken waar hij foto’s van reflecties in zeeën en rivieren maakte. Hij verzamelde water uit de Noordzee, Waddenzee het IJ en de Maas en stopte dit in flesjes. Op de labels van deze flesjes zijn de coördinaten te lezen waarmee je de exacte plaatsen kan vinden waar de foto's werden genomen.

### Beeld Jules Deelder(2014)
In 2014 werd op de Nieuwe Binnenweg een standbeeld geplaatst van het silhouet van Jules Deelder. De uitsnede werd gemaakt op basis van een door Oosterwijk geschoten portret van Deelder.

## Gallery Untitled

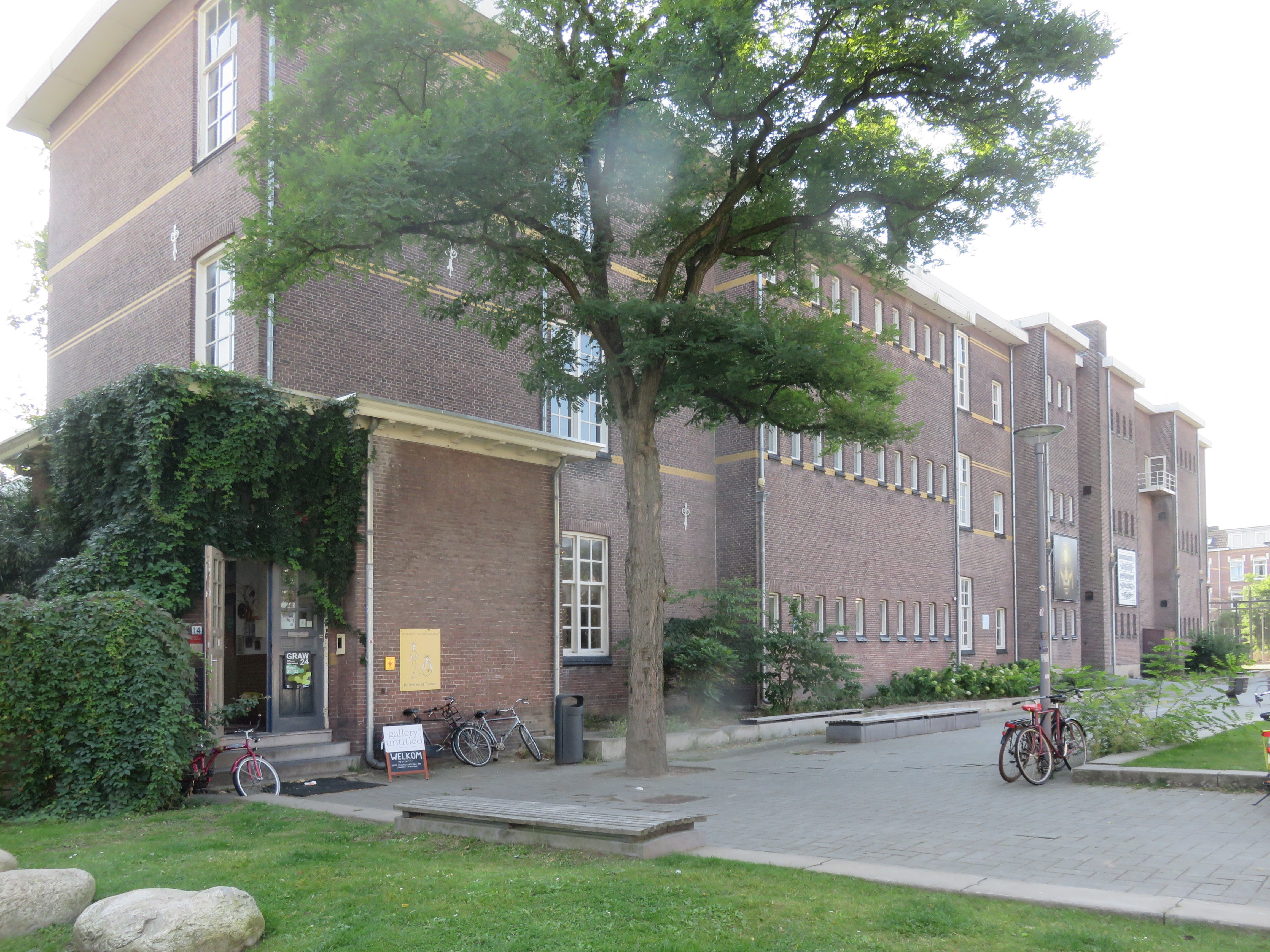
Ateliercomplex op Koningsveldestraat 14, Rotterdam in het Liskwartier, waar de galerie in drie ruimtes werken presenteert.

In 2011 begon Oosterwijk met Gallery Untitled. Deze galerie is een plek waar verschillende kunstvormen samenkomen met optredens en voordrachten. Gallery Untitled bevindt zich in het creatieve Rotterdam Noord. Untitled vertegenwoordigt hedendaags werk van diverse kunstenaars. Dit zijn zowel gevestigde kunstenaars als jonge talenten. 
De verschillende kunstvormen vermengen zich regelmatig met optredens en voordrachten. Zo is er iedere eerste zondag van de maand Untitled presents, waarin o.a. David van Reybrouck, Shirma Rouse, Mike Boddé, Ntjam Rosie en Hugo Borst te gast waren. Untitled organiseert zes keer per jaar een expositie en doet mee aan verschillende kunstbeurzen.